# Deutscher Bodybuilding- und Fitness-Verband

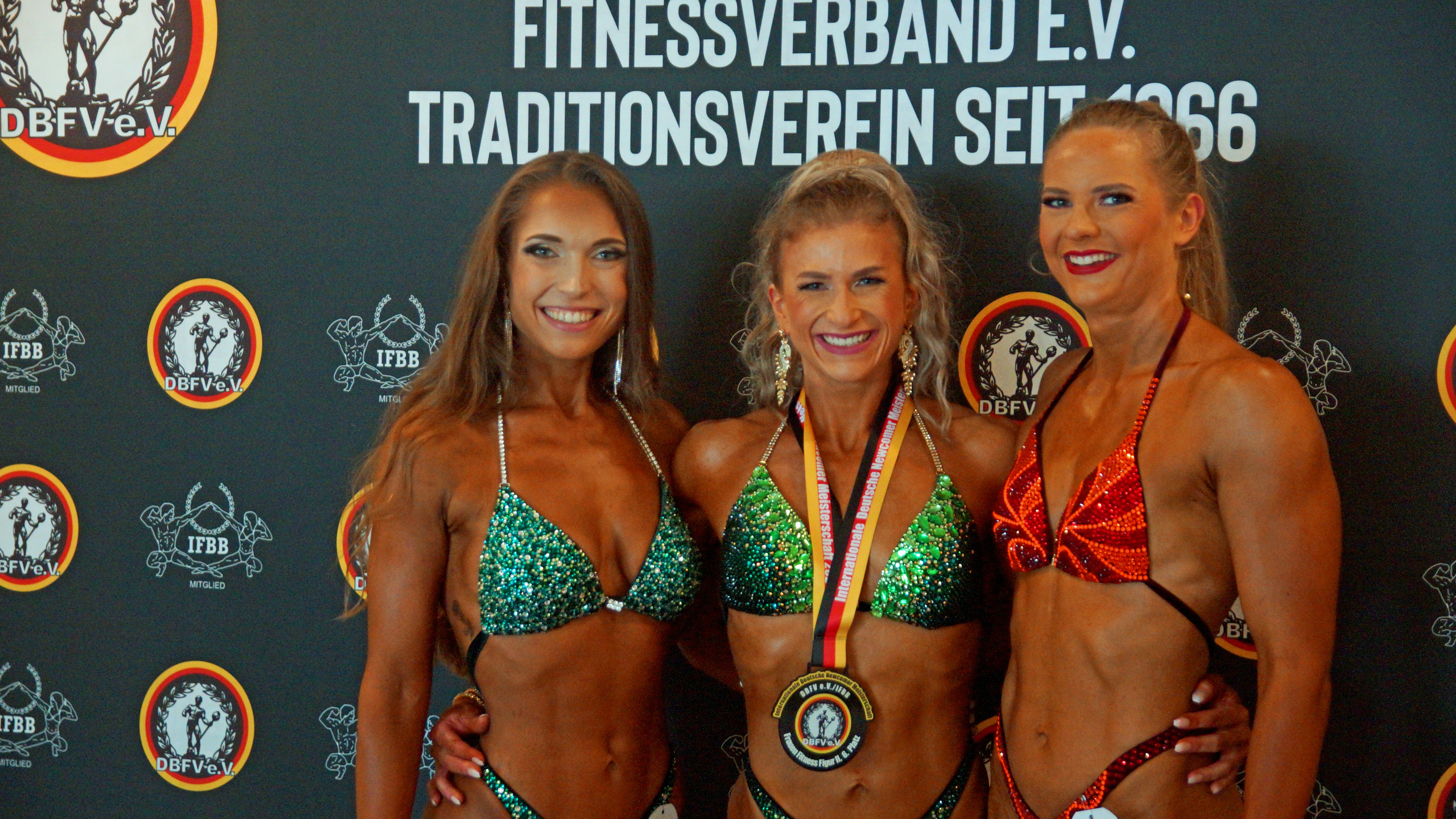
Teilnehmerinnen der Newcomer-Meisterschaft im Bodybuilding des DBFV 2024 in Petersberg

Der Deutsche Bodybuilding- und Fitness-Verband e. V. (kurz DBFV) ist die größte deutsche Bodybuildingorganisation mit Sitz in München.
Zu den Gründungsmitgliedern der im Jahr 1966 als Deutscher Kraftsport-Verband entstandenen Organisation zählen u. a. Albert Busek und Arnold Schwarzenegger. Der Verband konstituierte sich im Jahr 1979 neu (DBKV) und im Jahr 1994 wurde er in heutiger Bezeichnung (DBFV e. V.) umbenannt. 
Der Verband vertritt seine Mitglieder sowohl national als auch international im sportlichen und kommerziellen Bereich im Leistungs- und Breitensport und veranstaltet regelmäßig Wettkämpfe auf nationaler und internationaler Ebene. Seit 1977 ist er außerdem dem Weltverband International Federation of Bodybuilding & Fitness als Mitglied angeschlossen. Unterteilt ist der DBFV in elf regionale Landesverbände.
Ziele sind unter anderem:
- Die Förderung von Bodybuilding, allgemeinem Kraftsport und Fitness sowie Forschung in Zusammenhang mit diesen Tätigkeiten.
- Die Unterstützung sportlicher Betätigung mit Gewichten und Geräten zur Entwicklung von Kraft für verschiedene Sportdisziplinen und Kraftleistungswettkämpfe.
- Die Ausrichtung von Veranstaltungen und Wettkampfmeisterschaften mit lokaler, regionaler, nationaler und internationaler Beschickung.
- Die Werbung und Aufklärung im Sinne sportlicher Öffentlichkeitsarbeit für die betreuten Disziplinen.

Seit 1999 konkurriert der DBFV mit dem National Athletic Committee Germany (NACG).